# Изпарител
Изпарител или изпарителен апарат се нарича апарат, в който се извършва изпаряване на някаква течност. Основното приложение на изпарителните апарати е за:
- концентриране на разтвори
- получаване на нелетливо вещество в твърдо състояние
- получаване (регенериране) на чисти разтворители

При температури по-ниски от температурат на кипене протича изпарение, което е много бавно (напр. в солниците, охладителните кули). Процесът при температура на кипене се нарича изпаряване, той е много по-интензивен и протича в целия обем на разтвора. Поради високата топлина на изпарение за нагряване се използва предимно наситена водна пара, при удобна възможност и (отпадни) пари получени при други процеси в инсталацията.
Изпаряването може да се извърши при атмосферно налягане, под вакуум или при повишено налягане. При изпаряване под вакуум разтворът кипи при по-ниски температури. Това е предимство при добиването на чувствителни вещества (лекарства, сокове и др.) и при изпаряването на вещества с много висока температура на кипене при атмосферно налягане (напр. тежки нефтени фракции). 
Индустриалните апарати са съставени от нагревна камера и сепаратор. Нагревната камера е топлообменник, много често кожухотръбен. Сепараторът има за цел да отдели увлечените капки от парите. Изпарителите могат да бъдат с естествена или принудена циркулация. Някои важни типове са:
- Изпарителни апарати с естествена конвекция
  - Изпарителен апарат с централна циркулационна тръба
  - Изпарителен апарат с изнесена нагревна камера
  - с външна циркулационна тръба
- Изпарителен апарат с принудена циркулация
- Изпарителни апарати с тънък слой (издигащ се, падащ)
- Изпарителни апарати с топлинна помпа
- Многокорпусни изпарителни инсталации

Хладилната камера е всъщност вид изпарител, виж термопомпа.

## В лабораторията
- Лабораторен изпарител

## В индустрията
- Принцип на изпарители с тънък слой (a)-издигащ се; b, c-падащ) )
- Охладителни кули
- Солници